# Yakovlev Yak-15
Le Yakovlev Yak-15 (d'abord appelé Type-2 par les États-Unis, puis Feather par l'OTAN) fut un chasseur à réaction soviétique et le chasseur à réaction le plus léger jamais construit. Il reprenait les ailes, la roue de queue, l'arrière du fuselage et l'empennage du Yak-3U entièrement fabriqué en métal. Il était propulsé par une copie du réacteur allemand Junkers Jumo 004B renommé RD-10.
Environ 280 unités furent produites.

## Conception
Le 9 avril 1945, le Conseil des Commissaires du Peuple a ordonné à l'OKB Yakovlev de développer un avion de chasse monoplace, monoréacteur équipé du moteur allemand Jumo 004. Pour gagner du temps, Yakovlev a fondé la nouvelle conception (appelée Yak-3-Jumo ou Yak-Jumo) sur la dernière version de son célèbre Yakovlev Yak-3, chasseur à moteur à pistons. Le moteur à pistons a été retiré et le réacteur a été monté sous l'avant du fuselage de telle sorte que son échappement sortait sous le milieu du fuselage. Afin de protéger le fuselage, un bouclier thermique en acier a été ajouté sur sa partie inférieure, ce qui donne à la partie arrière profonde du fuselage de l'avion une configuration "pod and boom". À part le nez de l'avion, très peu de changements furent apportés au reste du fuselage. Celui-ci fut profilé pour recevoir deux auto-canons Nudelman-Sudarov NS-23 de 23 mm et un réservoir supplémentaire placé au-dessus du moteur. Pour les ailes, pas d'autres changements que l’effacement des entrées d'air de refroidissement d'huile et la flexion du longeron avant en forme de U inversé pour libérer le moteur. La dérive a été légèrement agrandie, mais l'empennage horizontal est resté inchangé. Le train d'atterrissage conventionnel est resté également sans modification autre que la roulette de queue qui utilise maintenant plusieurs ressorts à lames en acier comme amortisseurs. Le Yak-Jumo transportait au total 590 kg de carburant.
Les essais de roulage ont commencé en octobre. Le bouclier thermique s'est révélé insuffisant, la chaleur de l'échappement du moteur a fait fondre la paroi en duralumin de l’arrière du fuselage ainsi que le caoutchouc du pneu de la roulette arrière. Les modifications pour pallier le problème ont duré jusqu'en décembre. Entre-temps un second prototype avait été construit avec une roulette en acier et un plan de queue agrandi. Après quelques tests de roulage il fut confié à l'Institut central d'aérohydrodynamique (TsAGI) pour des tests en soufflerie grandeur nature qui durèrent jusqu'en février 1946. Le 26 du mois le Conseil des Commissaires du Peuple a demandé que l'avion atteigne la vitesse de 770 km/h au niveau de la mer et 850 km/h à 5 500 m d'altitude. Il devra être capable de grimper à cette altitude en moins de quatre minutes et demie et avoir un rayon d'action de 500 km à 90 % de sa vitesse maximale. Les deux prototypes devaient être prêts pour un vol de test le 1er septembre.
D'après les deux historiens de l'aviation, Bill Gunston et Yefim Gordon (en), les représentants de Yakovlev et de l'OKB Mikoyan-Gourevitch ont tiré à pile ou face pour décider quel avion serait le premier jet soviétique à prendre son envol. Yakovlev perdit et le Yak-Jumo ne fit qu'un tour de piste avant d'atterrir. Les tests de vol constructeur finirent le 22 juin, et ce succès rapide conduisit le Conseil des ministres à faire une nouvelle demande le 29 avril commandant deux avions motorisés du moteur RD-10 de fabrication soviétique (connus sous l’appellation Yak-15, Yak-15RD10 ou Yak-15RD). En plus du moteur, la demande différait de la précédente d'un rayon d'action de 700 km à vitesse optimale et réduction du plafond maximum à 14 000 m. Les deux prototypes devaient être prêts pour tests de vol le 1er septembre 1947.
Yakovlev a réussi à adapter les deux prototypes existants au RD-10 sans trop de difficultés et un des avions a participé au défilé aérien de Touchino en août 1946. Le lendemain de la démonstration aérienne, Joseph Staline convoqua Artem Mikoyan et Alexandre Yakovlev à son bureau et a ordonné à chaque OKB de construire 15 avions pour participer à la parade du 7 novembre sur la place Rouge pour célébrer l'anniversaire de la révolution d'Octobre. L'usine no 31 de Tbilissi a été choisie pour construire le nouvel avion parce qu'elle était encore chargée de la construction du Yak-3 classique et pouvait facilement passer à l'avion de chasse. Les 15 appareils ont été construits avant la date limite, même s'ils n'avaient pas d'armes, avaient été pourvus d'un réservoir de carburant agrandi en lieu et place de l'armement, et avaient une avionique incomplète. Le défilé a été annulé et deux des avions ont été modifiés avec un unique canon de 23 mm et les essais d'acceptation d'État ont commencé. Ils ont duré jusqu'en avril 1947.
Les tests ont révélé un certain nombre de problèmes : l'aile épaisse héritée du Yak-3 limite la vitesse de pointe de l'avion, l'échappement du moteur endommage le revêtement de l'aérodrome, le cockpit est souvent rempli de fumée de kérosène et d'huile qui avaient coulé sur le moteur, et l'avion avait un rayon d'action très réduit. En dépit de ces problèmes, le Yak-15 s'est montré très facile à piloter, même aux pilotes habitués aux chasseurs à moteurs à piston, et cela a amené le VVS à accepter le chasseur en tant que formateur de conversion.

## Engagements
Bien avant que les essais d'acceptation d’État soient achevés, le Conseil des ministres a ordonné en décembre 1946 la mise en production de l'avion. 50 avions devaient être construits entre janvier et avril 1947, répartis également entre un appareil monoplace et biplace de formation, armés seulement d'un seul canon. Le formateur a rencontré de graves difficultés de développement et tous les avions de la première série étaient des monoplaces. Cinquante d'entre eux ont participé au défilé aérien du 1er mai à Moscou en 1947. Un total de 280 unités du Yak-15 ont été produites jusqu'à la fin de l'année, sans compter les prototypes. Les avions ont été affectés en petites quantités à des régiments de l'aviation de chasse basés en URSS, Pologne, Roumanie, Hongrie, et Mandchourie pour une utilisation de formateurs de conversion. La manœuvrabilité de l'avion l'a conduit à être utilisé par un certain nombre d'équipes informelles d'aviation acrobatique tout au long des années 1940.
Un prototype unique d'entraînement biplace fut le premier avion du premier lot de production construit par l'usine no 31 en automne de 1946. Le prototype n'a pas commencé les essais en vol constructeur avant le 5 avril 1947, les principales différences avec la version monoplace étaient limitées au fuselage avant redessiné pour accueillir un cockpit supplémentaire pour le stagiaire, où l'armement était disponible et une verrière à ouverture latérale. Le formateur a d'abord été désigné comme le Yak-Jumo vyvoznoy, mais il a finalement été désigné Yak-21 bien que certains documents se réfèrent à lui comme le Yak-15V, Yak-15UT ou Yak-21V. La poursuite des travaux sur le formateur a été annulée à la suite du succès de la version d'entraînement du Yak-17 avec son train d'atterrissage tricycle.
Le 29 avril 1946, cinq jours après que les Mikoyan-Gurevich I-300 et le du Yak-Jumo ont fait leurs premiers vols, le Conseil des ministres a ordonné à l'OKB Yakovlev de commencer la conception d'une nouvelle version du Yak-Jumo avec le moteur RD-10 et une aérodynamique améliorée. Cela ressemblait à l'avion original mais les ailes ont été entièrement repensées avec flux laminaire aérodynamique, l'empennage a été agrandi et un siège éjectable mis en place. Le dossier du siège était blindé et le pilote était protégé par un pare-brise pare-balles. L'ensemble de la verrière a également été redessinée pour accueillir le nouveau pare-brise. Le train d'atterrissage ne pouvait plus être logé dans les ailes minces de sorte qu'il a été repensé pour se rétracter dans le fuselage. Deux versions d'ailes avaient été considérées pour l'avion modifié, les ailes de 15 m2 ont été retenues. À une altitude de 5 000 mètres, le Yak-17-RD10, comme le nouveau chasseur avait été désigné, devait avoir une vitesse de pointe de 822 km/h; une amélioration significative par rapport au Yak-15.
L'avion fut achevé le 3 septembre, les essais au sol ont duré jusqu'au 26 septembre, mais il n'a jamais volé comme le Yak-15 était déjà entré en production.
Un Yak-15 a été utilisé pour tester un prototype de système de ravitaillement en vol en 1949.

## Survivants
- Le seul survivant connu est le « Jaune 37 », actuellement exposé au Musée technique Vadim Zadorozhny, près de Moscou[11].

### Aéronefs comparables
- Lavotchkine La-150
- Lavotchkine La-152
- Aerfer Sagittario II
- Aerfer Ariete